# Nati il 4 maggio
| Questa pagina contiene informazioni ricavate automaticamente dalle voci biografiche con l'ausilio del template Bio e di un bot. L'aggiornamento è periodico e automatico e ricostruisce completamente la pagina. Se manca una persona in questa lista, sei pregato di non aggiungerla, ma accertati piuttosto che la sua voce biografica contenga il template Bio e che i dati anagrafici siano correttamente compilati. Se il template Bio manca, inseriscilo tu stesso o, in alternativa, metti l'avviso {{tmp\|Bio}} che ne segnala la mancanza. Se i dati riportati sono sbagliati, correggi direttamente la voce biografica; le modifiche saranno visibili in questa lista entro pochi giorni. Per chiarimenti vedi il progetto biografie. La lista contiene solo le 1.116 persone che sono citate nell'enciclopedia e per le quali è stato implementato correttamente il template Bio. Pagina aggiornata al 17 ago 2025. |

## V secolo(1)
- 490 - K'an Joy Chitam I, sovrano († 565)

## XI secolo(1)
- 1008 - Enrico I di Francia, sovrano francese († 1060)

## XIII secolo(1)
- 1255 - Benvenuta Boiani, religiosa italiana († 1292)

## XVI secolo(6)
- 1518 - Felice Figliucci, umanista, filosofo e teologo italiano († 1595)
- 1547 - Michele Priuli, vescovo cattolico italiano († 1603)
- 1555 - Anne Spencer, baronessa Monteagle, nobildonna inglese († 1618)
- 1559 - Alice Spencer, nobildonna inglese († 1637)
- 1570 - Girolamo Rainaldi, architetto italiano († 1655)
- 1573 - Richard Johnson, scrittore inglese

## XVII secolo(18)
- 1608 - Laura Margherita Mazzarino, italiana († 1685)
- 1609 - Benjamin Whichcote, filosofo e teologo inglese († 1683)
- 1611 - Carlo Rainaldi, architetto italiano († 1691)
- 1617 - Giuseppe Amati, religioso italiano († 1688)
- 1622 - Juan de Valdés Leal, pittore spagnolo († 1690)
- 1627 - Giuseppe Francesco Borri, alchimista, medico e avventuriero italiano († 1695)
- 1643 - José Sarmiento y Valladares, spagnolo († 1708)
- 1649 - Augustinus Terwesten, pittore, disegnatore e incisore olandese († 1711)
- 1653 - Sofia Elisabetta di Schleswig-Holstein-Sonderburg-Wiesenburg, nobildonna tedesca († 1684)
- 1654 - Kangxi, imperatore cinese († 1722)
- 1655 - Bartolomeo Cristofori, cembalaro, organaro e liutaio italiano († 1732)
- 1656 - Giovanni Luigi I di Anhalt-Zerbst, principe († 1704)
- 1663 - Antonio Mongitore, scrittore, presbitero e storico italiano († 1743)
- 1671 - Michele Esterházy, ungherese († 1721)
- 1675 - Robert FitzGerald, XIX conte di Kildare, nobile irlandese († 1743)
- 1677 - Francesca Maria di Borbone-Francia, nobile francese († 1749)
- 1679 - Elisabeth Helene von Vieregg, nobildonna danese († 1704)
- 1697 - Jean-Baptiste Landé, ballerino francese († 1748)

## XVIII secolo(39)
- 1718 - Jean-Philippe Loys de Chéseaux, astronomo svizzero († 1751)
- 1725 - Károly Eszterházy, vescovo cattolico ungherese († 1799)
- 1725 - Ivan Andreevič Osterman, politico russo († 1811)
- 1726 - Giuseppe Cignaroli, pittore italiano († 1796)
- 1731 - Domenico Caminer, scrittore, giornalista e editore italiano († 1796)
- 1733 - Jean-Charles de Borda, militare, matematico e fisico francese († 1799)
- 1735 - Luigi Gazzoli, cardinale italiano († 1809)
- 1744 - Marianna Martines, cantante, pianista e compositrice austriaca († 1812)
- 1749 - Charlotte Turner Smith, poetessa e scrittrice britannica († 1806)
- 1753 - Nikolaj Aleksandrovič L'vov, architetto, poeta e etnografo russo († 1803)
- 1762 - Johann Heinrich Abicht, filosofo tedesco